# تشارلز وليامز (كاتب)
تشارلز وليامز (بالإنجليزية: Charles Walter Stansby Williams) (و. 1886 – 1945 م) هو كاتب، وشاعر، وروائي، وكاتب سيناريو، وناقد أدبي بريطاني، ولد في لندن، توفي في أكسفورد، عن عمر يناهز 59 عاماً.

## التعليم
تعلم في كلية لندن الجامعية.

## روابط خارجية
- تشارلز وليامز على موقع أوليمبيديا (الإنجليزية)